# Хороших, Павел Павлович
Павел Павлович Хороших (20 мая (по другим данным 30 мая) 1890, станица Спасская, Иркутская губерния, Российская империя — 16 августа 1977, Иркутск, РСФСР, СССР) — советский историк, археолог, этнограф, краевед, общественный деятель, кандидат исторических наук (1955). Действительный член Восточно-Сибирского отдела Русского географического общества (ВСОРГО), член президиума Бурят-монгольской секции ВСОРГО, действительный член Общества Естествоиспытателей. Заслуженный деятель культуры и науки Бурятской АССР (1970).

## Биография
Павел Павлович родился по одним данным 20 мая, по другим 30 мая 1890 года в станице Спасская Иркутской губернии в семье казака Иркутского казачьего войска. О его маме практически ничего не известно, предположительно, она была уроженкой Иркутска из семьи Арембовских, умерла когда Павлу Павловичу было восемь лет. У Павла были также братья и сестра, которые в 1920-е годы, по его словам, все скончались. Отец умер в 1920 году. Учиться Павел начал с девяти лет сначала в начальной школе, а затем в Иркутском городском училище, где окончил четыре класса. Далее он занимался самообразованием.
В 1910 году Павел Павлович уезжает в посёлок Дарасун, где начинает работать конторщиком и чертёжником на Дарасунских золотых приисках. Здесь он приобретает навыки рисовальщика, что впоследствии поможет ему при работе с этнографическими и археологическими материалами.
В 1914 году возвращается в Иркутск для лечения тяжёлого глазного заболевания и заикания. После прохождения лечения работает кассиром и конторщиком на костеобжигательном (клееваренном) заводе в селе Тельма Иркутской губернии. Предположительно, совладельцем этого предприятия был его отец.
Следователь ОГПУ Витковский: «Вы будучи в школе прапорщиков, принимали участие по защите власти Керенского?»
П. П. Хороших: «Я в тот период был болен, лежал больным там же в школе, но также не разделял этого выступления».
В 1917 году Павел Павлович призывается в армию на нестроевую должность в Иркутскую казачью сотню первого Иркутского казачьего полка, дислоцирующуюся в Ачинске. На военной службе он был председателем сотенного казачьего комитета. В мае 1917 года был командирован в Иркутскую школу прапорщиков, которую окончил в октябре 1917 года. В это время в Иркутске устанавливается Советская власть. По его словам, полученным во время допроса в 1931 году, в этот период он был болен, поэтому не принимал участие по защите власти Керенского, а также не поддерживал эти выступления. После декабрьских боёв 1917 года в Иркутске школа прапорщиков была разоружена и распущена, поэтому Павел Павлович возвращается обратно на работу в клееваренный завод в село Тельма.
Наконец-то наше село освободилось от узурпаторов — большевиков. Население переживает большой праздник. Организовался культурно-просветительский кружок. Население с ужасом вспоминает дни совдепии.
В июле 1918 года Павла Павловича, по его словам, мобилизуют в ряды белой армии А. В. Колчака, где он прослужил с 26 июля 1918 года по 10 марта 1920 года в звании хорунжий в нестроевой должности заведующего бухгалтерским отделом в войсковом правлении Иркутского казачьего войска. По словам Павла Павловича, первый казачий полк под командованием подполковника Могилёва, где он был приписан, не сражался против красной армии, а одна сотня этого полка вовсе была в составе красных. В 1919 году, по его же словам, он был арестован белым движением и приговорён к двум годам лишения свободы за отказ идти против партизан, но отсидев четыре месяца был освобождён и вернулся на прежнюю должность. В марте 1920 года, после установления советской власти в Иркутске, первый Иркутский казачий полк был преобразован в первый Советский и направлен в Забайкалье на борьбу с войсками атамана Семёнова. В звании рядового Павел Павлович принимает участие в боях этого полка у станции Хилок. В июле 1920 года он избирается членом исполкома казачьих депутатов и возвращается в Иркутск. До сих пор нет достоверных сведений, чем занимался Павел Павлович будучи офицером в Иркутском казачьем войске. В то же время есть показания свидетелей, что Павел Павлович позволял себе высказывания против советской власти и гордился тем, что он казак.
29 октября 1919 года Павел Павлович поступает вольнослушателем на историческое отделение гуманитарного факультета Иркутского государственного университета, куда в конце 1920 года направляется на обучение первым казачьим полком и войсковым правлением Иркутского казачьего войска, в результате чего становится полноправным студентом этого университета. В 1921 году он переходит на факультет общественных наук Иркутского государственного университета, который оканчивает в марте 1923 года. В университете Павел Павлович занимался историей, этнографией и археологией под руководством заведующего кафедрой первобытной культуры профессора Б. Э. Петри. Б. Э. Петри при кафедре 30 марта 1919 года создаёт «Кружок народоведения», где Павел Павлович в 1921—1923 годах работает его председателем. В 1920 году Павел Павлович становится действительным членом Восточно-Сибирского отделения Русского географического общества, а в 1922 году — научным сотрудником Иркутского научного музея.
Хороших по преимуществу этнограф, а археологией занимается попутно и ещё маловато в ней смыслит, особенно в делах палеолитических, так как ему не хватает познаний ни в области геологии, ни палеонтологии.
После окончания университета Павел Павлович, по рекомендации Б. Э. Петри, был оставлен при кафедре истории первобытной культуры в качестве профессорского стипендиата, где в 1923 году он поступает к Б. Э. Петри в аспирантуру с предварительной темой диссертации «Древности Ольхонского края». К 1924 году у Павла Павловича уже было 19 статей и рецензий в различных изданиях и газетах. 13 октября 1923 года Павла Павловича утверждают на должность научного сотрудника второго разряда в Иркутском государственном университете.
В 1924 году тема его диссертации меняется на «Этнография западных бурят». В конце 1924 года Павла Павловича избирают членом научного бюро при секции научных работников. В 1925 году он оканчивает аспирантуру и прикомандировывается к кафедре истории Сибири. На кафедре в это время отсутствует свободная ставка, поэтому Павла Павловича избирают на должность младшего ассистента на кафедре краеведения, на которой он проработает до 1929 года, ведя курс по краеведению и истории хозяйства и культуры бурятского народа. С 21 марта 1923 года Павел Павлович становится научным сотрудником первого разряда в только что открытом при Иркутском государственном университете биолого-географическом научно-исследовательским институте, на этой должности он проработает до 10 февраля 1931 года. В период с 1923 по 1926 года параллельно работает заведующим этнографическим отделом Иркутского научного музея, в 1928—1929 годах — учёным секретарём научно-издательского сектора Осавиахима крайисполкома. Помимо всего Павел Павлович занимает различные должности в Восточно-Сибирском отделе Географического общества СССР, где в 1927—1929 годах был заместителем председателя отдела и его научным секретарём.
Хороших всё время старается показать себя научным работником, идущим в ногу с Советской властью, а по сути дела являясь махровым контрреволюционером, тесно связанным с церковниками и реакционными профессорами Виноградовым, Азадовским, Львовым, Дорогостайскими и др.
Активная внешняя деятельность Павла Павловича вызывала сомнения в его искренности у работающих с ним коллег. По свидетельствам А. П. Окладникова, Н. Н. Козьмина, В. П. Хабаева, Я. Н. Ходукина, Р. А. Знаменской, вызванных в качестве свидетелей по делу П. П. Хороших, он был «приспосабливающейся личностью, который хорошо скрывает свою антисоветскую сущность». Сам же Павел Павлович не вёл политических разговоров и, обычно, был очень скрытным человеком. В 1929 году, как бывший офицер белой армии, он был лишён политических прав (право избирательного голоса).
Поход против научных работников в полном разгаре. Меня обвиняют в том, что я казачий офицер. Я горжусь тем, что был хорунжим. Я воспитал в себе уважение к чести мундира. Это меня и выдвигает среди коммунистической швали. Что мне их голос — нуль. Меня знают как учёного за границей, а они лишили голоса.
Павел Павлович постоянно упоминает о своих связях за границей, которые в основном состояли лишь в том, что он будучи учёным секретарём ВСОРГО проводил в качестве администратора обмен научными изданиями отдела с японскими и немецкими коллегами. Через агента ОГПУ эти сведения от 3 марта 1929 года становятся дополнительным свидетельством против Павла Павловича, которого арестовывают 17 февраля 1931 года. Ему предъявляется обвинение — «активное участие в борьбе с Советской властью во время гражданской войны в качестве начальника карательного отряда в Бурят-монгольской республике и за антисоветскую деятельность в годы советской власти». Обвинения основывались на свидетельских показаниях А. И. Казаковой — участнице партизанского движения в Сибири, которая в подтверждение своих слов ссылалась на публикацию в журнале «Чехословацкий вестник» от 1920 года о карателе хорунжие Хороших, полученные ею в беседе с бывшим сотрудником особого отдела 5 Красной армии Г. А. Цейтлина. В настоящее время не известно кто был тот каратель хорунжий Хороших. Павел Павлович все обвинения отвергает и себя виновным не признаёт. Так как прямых улик у ОГПУ не было и несмотря на всю тяжесть обвинения по статьям 58-10-13 УК РСФСР, обвинение от 3 сентября 1931 года было очень мягким — по тем временам всего три года лишения свободы. После этого Павел Павлович на протяжении 13 лет до 1947 года не разу не посетит Иркутск.
После ареста с февраля 1931 года по 18 июня 1933 года, по словам П. П. Хороших, он находился в Новосибирске, где в ведении управления сибирских исправительно-трудовых лагерей исполняет обязанности заведующего музеем Западно-Сибирского севера и научного сотрудника по изучению севера. С 1933 года, после досрочного освобождения, работает на правах вольнонаёмного работника в управлении НКВД директором музея Западно-сибирского севера, вплоть до его закрытия в 1937 году. Одновременно работает старшим научным сотрудником института географии и экономики при Западно-Сибирском крайплане.
В 1933 году Павел Павлович женится на Соколовой Марии Ивановне. В 1935 году он приступает к работе в качестве начальника научной части экспедиции по покорению и штурму вершины Алтая — Белухи. За это он был награждён знаком «Альпинист СССР». С 1937 года по 1942 год работает научным консультантом Новосибирского областного музея, старшим научным консультантом и лектором Западно-Сибирского экскурсионно-туристического управления, научным сотрудником альпинистских лагерей, директором Новосибирской областной станции туристов.
П. П. Хороших вполне сформировавшийся учёный и только в силу ряда объективных причин не смог «оформиться», т.е. получить степень доктора и звание профессора: — считал бы целесообразным и принципиально правильным освобождение его по возрасту, стажу научной работы и по знаниям от кандидатских экзаменов и дать ему возможность скорее защитить кандидатскую, а потом и докторскую диссертацию.
С 1942 по 1947 года Павел Павлович работает старшим школьным инспектором Чаинского районного отдела народного образования Томской области, директором Чаинской станции юных натуралистов, научным консультантом Томского областного музея, заведующим кабинетом географии Томского областного института усовершенствования учителей. Во время Великой Отечественной войны ведёт раскопки курганов и городищ на реке Обь.
А. П. Окладников, М. М. Герасимов, Г. Ф. Дебец отмечали, что Павел Павлович был «скорее хорошим краеведом, чем профессиональным учёным. Он пытался работать в разных темах, что характеризует его как человека интересующегося, но не углублённого в какую-то тему».
В 1947 году Павел Павлович возвращается в Иркутск, где работает в Иркутском краеведческом музее, сначала научным сотрудником, затем заведующим отделом дореволюционного прошлого, заместителем директора по научной работе и директором. Параллельно работает старшим преподавателем на историко-филологическом факультете Иркутского педагогического института.
18 января 1951 года Павел Павлович подаёт в Управление Министерства государственной безопасности Иркутской области заявление на снятие судимости. 7 апреля 1951 года получает отказ, на основании привлечения показаний новых обвиняемых в контрреволюционных действиях в 1933 году Залеских, Казаринова, а в 1937 году — Дорогостайского, Петри, Цейтлина, Казаковой и др.
С 1954 по 1970 года, до ухода на пенсию, преподаёт на историко-филологическом факультете Иркутского государственного университета в качестве доцента кафедры. В 1955 году, в возрасте 65 лет, защищает диссертацию на соискании звания кандидата исторических наук на тему «Пещерные стоянки Сибири как исторический источник».
В конце жизни все свои коллекции этнографических материалов Павел Павлович передал в Бурятский институт общественных наук СО РАН. В фондах ИОКМ и Государственном архиве Республики Бурятия также содержатся часть коллекции его работ.
Павел Павлович умер в возрасте 87 лет в Иркутске 16 августа 1977 года, после тяжёлой болезни. Похоронен в Иркутске. В 1989 году, уже после смерти, реабилитирован.

## Научная и исследовательская деятельность
Павел Павлович автор более 200 научных публикаций. Публиковался и участвовал в организации научных сборников, периодической печати и журналов 1920-х годов, являлся редактором некоторых из них.
Павел Павлович являлся действительным членом ВСОРГО (с 1920 года), где работал в этнологической и археологической секциях, был действительным членом Общества Естествоиспытателей, руководил этнографической секцией Бурятского научного кружка имени Доржи Банзарова, принимал участие в работах Общества изучения Урала, Востока, состоял членом Краеведческого съезда Восточной Сибири, членом Выставочной комиссии. Принимал участие в Выставке образцов изобразительного искусства монголо-бурят, Всесоюзной Сельскохозяйственной выставке в Москве, краеведческой выставке I-ого Восточного Сибирского Краеведческого Съезда в Иркутске. Был членом или же заместителем в большинстве секций ВСОРГО: этнологической, палеоэтнологической, бурят-монгольской, якутской, байкаловедческой.
С 1920 годов член Союза работников просвещения. С 1920 по 1925 года прочитал более 40 лекций, докладов в Иркутске и Иркутской области по истории, археологии, этнографии края. В 1921 году Сибирский отдел народного образования и Иркутский музей отправили Павла Павловича на этнографические и археологические исследования в Балаганском крае. В этом же году он проводил археологические исследования и изучения быта бурят. В 1922 году продолжил этнографические исследования по поручению музея в Ольхонском крае. В 1924 году производил археологические раскопки в долине реки Ангары и Иркута. В 1925 году проводил археологические исследования и изучения быта бурят в Приленском крае.
В 1924 году, по направлению университета, проводил научные занятия в Москве и Ленинграде по истории, археологии, этнографии и библиографии. За это время прочитал ряд докладов в различных учреждениях: в Исследовательском институте, в Археологическом отделении.
В 1941—1945 годах вёл раскопки курганов и городищ на реке Обь, проводил этнографические исследования в Ойратской автономной области.
В 1954, 1957, 1959 и 1960—1962 годах работает сотрудником академических спасательных экспедиций — Иркутской, Братской (начальник экспедиции А. П. Окладников) и Байкальской (М. П. Грязнов).

### Основные публикации
- Первый бурятский учёный Доржи Банзаров (к столетию дня рождения) Кр. биб. очерк. — Иркутск, 1922. — 72 с.
- Доисторический человек на Байкале. — Иркутск, 1928. — 15 с.
- О латинизации монгольской письменности // Бурятоведческий сборник. — 1929. Вып. 5. — С. 85-86.
- Литература о человеке Бурятии // Бурятоведческий сборник. — 1929. — Вып. 5. — С. 86-87.
- Литература о революционном и общественном движении в Бурятии // Бурятоведческий сборник. — 1926. — Вып. 2. — С. 4-25.
- Литература о народной и тибетской медицине бурят-монголов // Бурятоведческий сборник. — 1926. — Вып. 1. — С. 42-46.
- Чуйские Альпы / Новосибирск, Зап.-Сиб. край, 1936. — 26 с.
- Археологические памятники Западной Сибири. — Новосибирск : Изд. Зап.-Сиб. краев. музея, 1937. — 17 с.
- По родному краю /Иркутск/. — ОГИЗ, 1950. — 75 с.
- По пещерам Прибайкалья. — Иркутск, 1955.
- Первобытные охотники Прибайкалья. — Иркутск, 1956. — 47 с.

## Звания и награды
- Различные дипломы и грамоты за труды в области этнографии бурят-монгольских народов[9].
- Серебряная медаль центрального комитета географического общества СССР, за вклад в изучение народов Сибири (4 мая 1927)[9].
- Знак «Альпинист СССР» (1935)[11].
- Заслуженный деятель культуры и науки Бурятской АССР (1970)[13].